# Gran Premio Industria e Commercio di Prato 2005
Il Gran Premio Industria e Commercio di Prato 2005, sessantesima edizione della corsa e valida come evento dell'UCI Europe Tour 2005, si svolse il 18 settembre 2005, per un percorso totale di 177,4 km. Fu vinto dal brasiliano Murilo Fischer che giunse al traguardo con il tempo di 4h18'00" alla media di 41,256 km/h.
Presero il via 138 ciclisti, dei quali 52 giunsero al traguardo.

## Ordine d'arrivo (Top 10)
| Pos. | Corridore             | Squadra       | Tempo    |
| ---- | --------------------- | ------------- | -------- |
| 1    | Murilo Fischer        | Lampre        | 4h18'00" |
| 2    | Ruggero Marzoli       | Team Milram   | s.t.     |
| 3    | Mychajlo Chalilov     | 3C-Androni    | s.t.     |
| 4    | Simone Masciarelli    | Acqua & Sap.  | s.t.     |
| 5    | Krzysztof Szczawinski | Cer. Flaminia | s.t.     |
| 6    | Giairo Ermeti         | LPR           | s.t.     |
| 7    | Santo Anzà            | Selle Italia  | s.t.     |
| 8    | Manuele Spadi         | Cer. Flaminia | s.t.     |
| 9    | Devis Miorin          | Team Endeka   | s.t.     |
| 10   | Gabriele Missaglia    | Selle Italia  | s.t.     |